# 기타토미나가촌
기타토미나가촌(北富永村)은 시가현 이카군에 설치되었던 촌이다.